# یواس‌اس ناشان (اس‌پی-۵۱۷)
یواس‌اس ناشان (اس‌پی-۵۱۷) (به انگلیسی: USS Naushon (SP-517)) یک کشتی بود که طول آن ۱۵۴ فوت ۳ اینچ (۴۷٫۰۲ متر) بود. این کشتی در سال ۱۸۹۵ ساخته شد.